# Malaia ornata
Malaia ornata är en skalbaggsart som beskrevs av Ludwig Wilhelm Schaufuss 1885. Malaia ornata ingår i släktet Malaia och familjen Rutelidae. Inga underarter finns listade i Catalogue of Life.